# Прапор Хустського району
Пра́пор Хустського райо́ну — один з офіційних символів Хустського району Закарпатської області, затверджений 11 січня 2012 року рішенням сесії Хустської районної ради.
Автор — Андрій Ґречило.

## Опис
Прапор району становить собою прямокутне полотнище зі співвідношенням ширини до довжини 2:3, з верхніх кутів до середини нижнього краю якого йде ялинкоподібний синій клин, на ньому три білі квітки нарцисів із жовтими осердями (два над одним), обабіч клина — жовті поля.
Зворотна сторона прапора має дзеркальне зображення.

## Зміст
Три нарциси символізують районний центр та знамениту Долину нарцисів — заповідний масив, розташований  у заплаві річки Хустець в урочищі Кіреші за 4 км від міста Хуст. Ялинкоподібний клин на прапорі уособлює гірський характер району, синій колір означає місцеві водойми (на території району знаходиться Вільшанське водосховище, та вулканічне Липовецьке озеро, що розташоване у горловині давнього вулкана) та багатство краю на мінеральні води (Шаянська, Драгівська, Вишківська), а жовтий — лісообробну промисловість, є символом щедрості та добробуту. 
Поєднання у прапорі синього та жовтого кольорів засвідчує видатну роль Хустщини в історії Закарпаття та боротьбі за об'єднання історичних українських земель. 21 січня 1919 року на Народних Зборах («Соборі Русинів») у Хусті, на якому зібралося понад 400 депутатів з усього Закарпаття, було проголошено злуку краю з Українською Народною Республікою. Хустщина була епіцентром боротьби за Карпатську Україну в 1938—1939 роках.